# Dietmar Kuntzsch

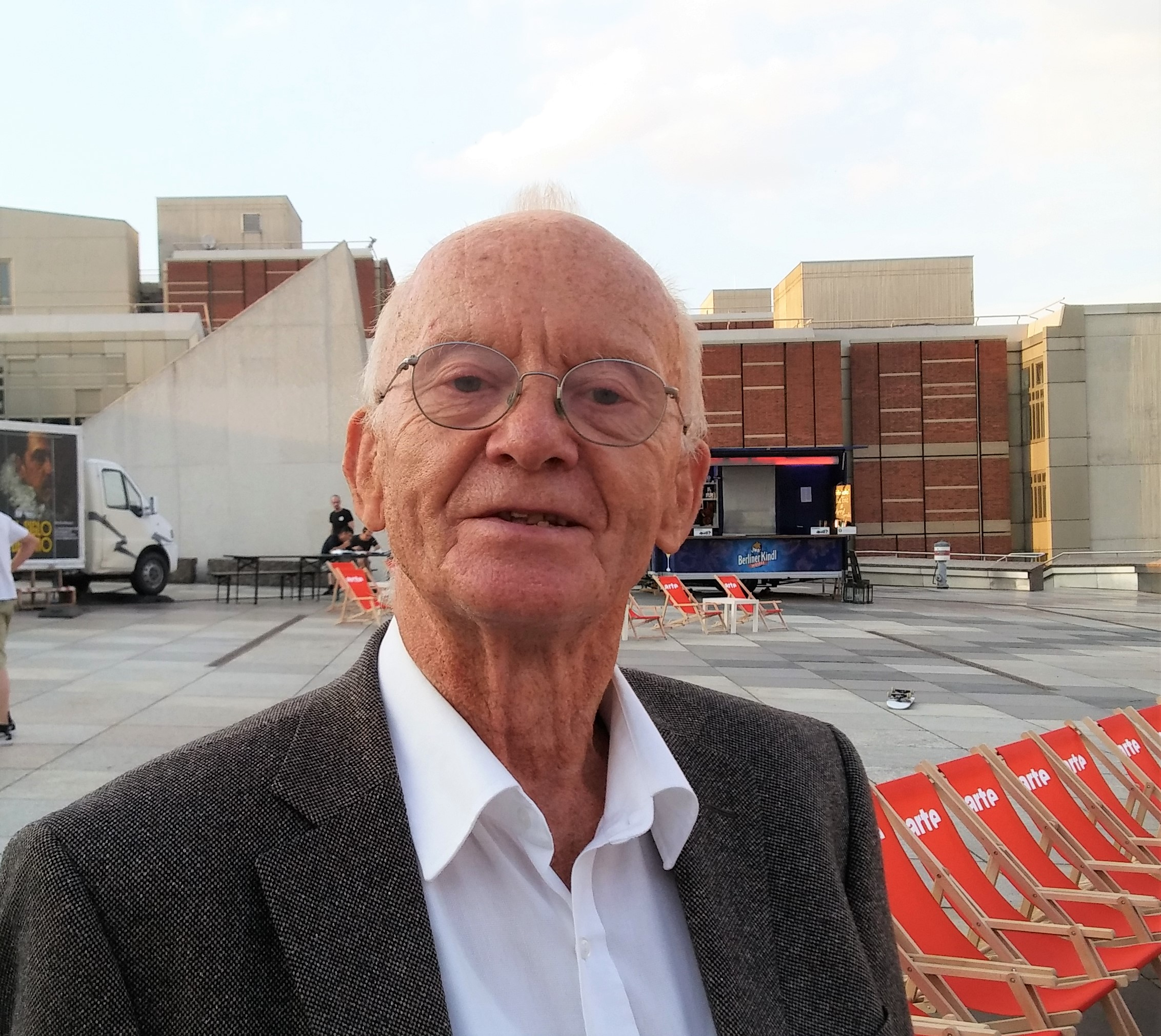
Dietmar Kuntzsch (2016)

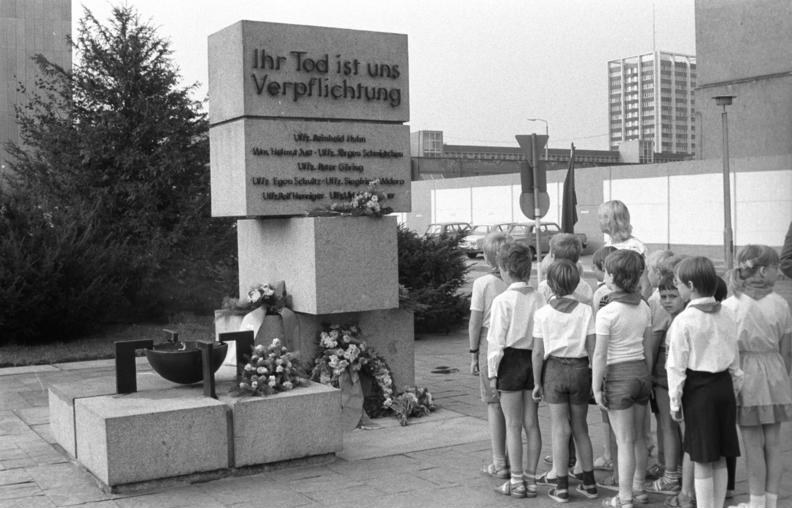
Reinhold-Huhn-Gedenkstätte Jerusalemer Straße, Entwurf: Dietmar Kuntzsch, Pioniere an der Gedenkstätte

Dietmar Kuntzsch (* 15. Juni 1936 in Reichenberg bei Moritzburg; † 8. Juli 2023 in Berlin) war ein deutscher Architekt und Hochschullehrer.

## Leben

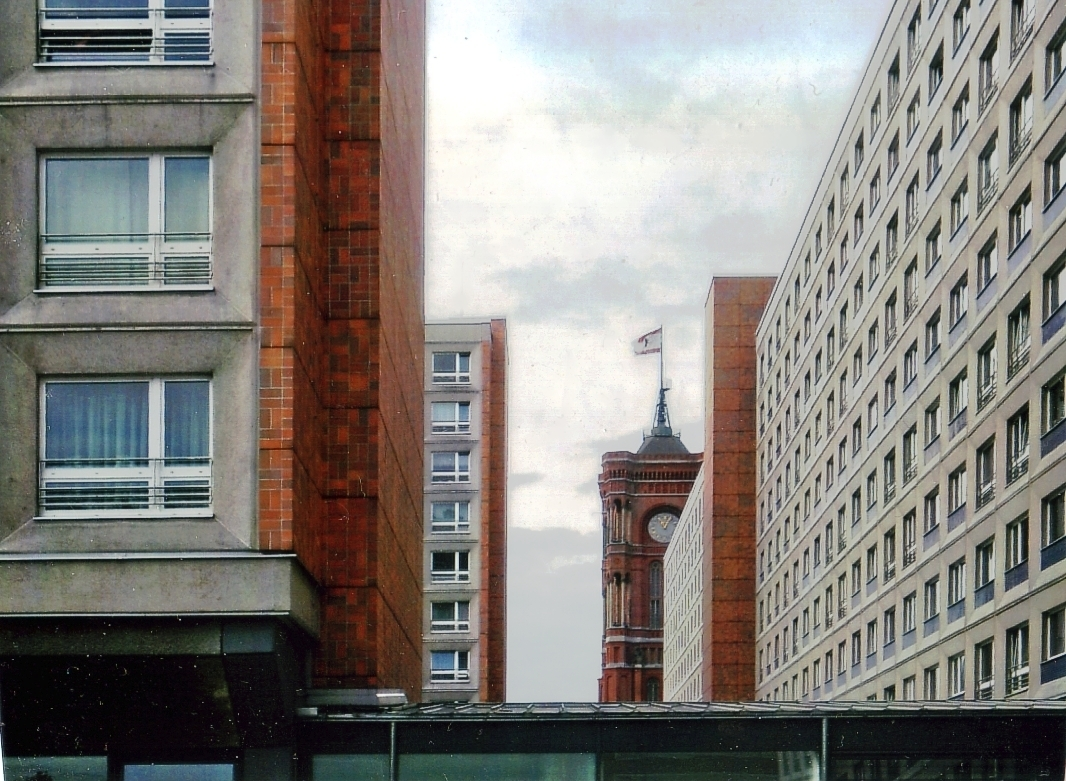
Rathauspassagen. Blick von der Terrasse auf Wohngebäude und den Turm des Roten Rathauses

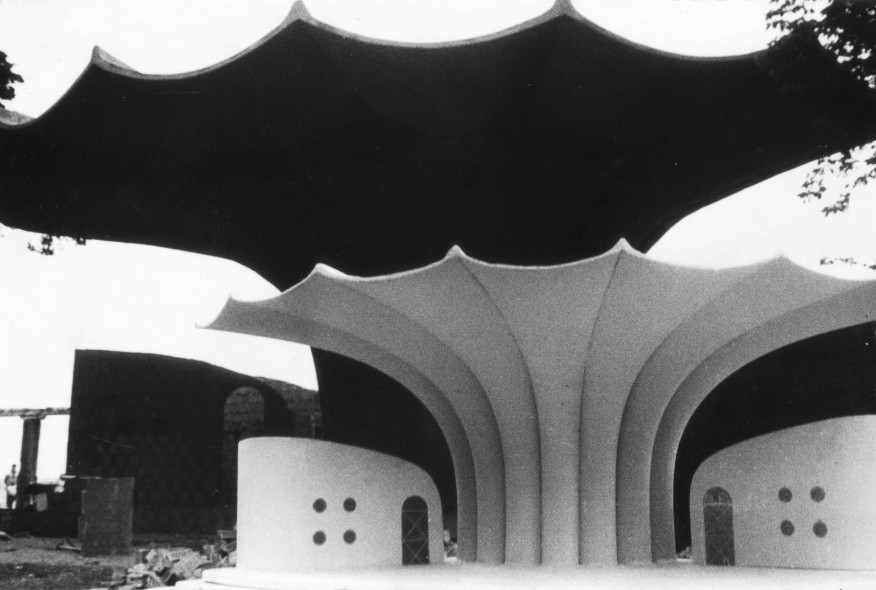
Kurmuschel in Sassnitz. Das Modell vor dem Rohbau fotografiert. 1986

Dietmar Kuntzsch war der Sohn des Tischlermeisters Martin Kuntzsch und seiner Ehefrau Hilda. Nach einer Tischlerlehre von 1950 bis 1953 machte er 1956 an der Arbeiter-und-Bauern-Fakultät der Hochschule für Bildende Künste Dresden das Abitur. Anschließend studierte er an der Hochschule für bildende und angewandte Kunst in Berlin-Weißensee bei Selman Selmanagic und Erwin Krause und beendete sein Studium 1961 als Diplom-Architekt. Nach einjähriger Arbeit als Architekt im VEB Industrieprojektierung und nach Haftzeiten 1961/62 und 1963 wegen versuchter „Republikflucht“ und „staatsfeindlicher Hetze“ arbeitete er im Entwurfsatelier für Stahlgestaltung Fritz Kühn (1962–1964) und im VEB Berlinprojekt des Wohnungsbaukombinates (1964–1971).
1971 begann Dietmar Kuntzsch seine Lehrtätigkeit an der Kunsthochschule Berlin-Weißensee, wo er 1971 zum Dozenten, 1980 zum Prorektor, 1981 zum Professor für Architektur berufen und 1996 in den Ruhestand versetzt wurde. Während seiner Lehrtätigkeit betreute er auch Ausstellungen der Hochschule und Praxisprojekte mit Studenten. Von 1991 bis 1995 war er Mitglied im Stadtforum Berlin, einem Beratungsgremium für Fragen der Stadtentwicklung.

## Werke
- Komplex Rathauspassagen Berlin. Projektleiter, Mitarbeit bei Städtebau, Hochbau, Innenraumgestaltung
- Wohngebietsplanung Landsberger Allee/Weißenseer Weg Berlin; auch in der Entwurfsabteilung Heinz Graffunder des Wohnungsbaukombinats
- Freizeitzentrum im Volkspark Berlin-Friedrichshain, heute Café Schoenbrunn, ein Projekt mit Kollegen der Kunsthochschule Berlin
- Denkmal an der Berliner Mauer, von 1973 bis 1990 an der Reinhold-Huhn-Straße (heute wieder Schützenstraße) platziert
- Musikpavillon „Kurmuschel“ in Sassnitz, 1986/87 erbaut von Ulrich Müther, nach Entwurf und Projektierung von Dietmar Kuntzsch und Otto Patzelt (in Bau und Freiraum unvollendet geblieben, 2006 renoviert)

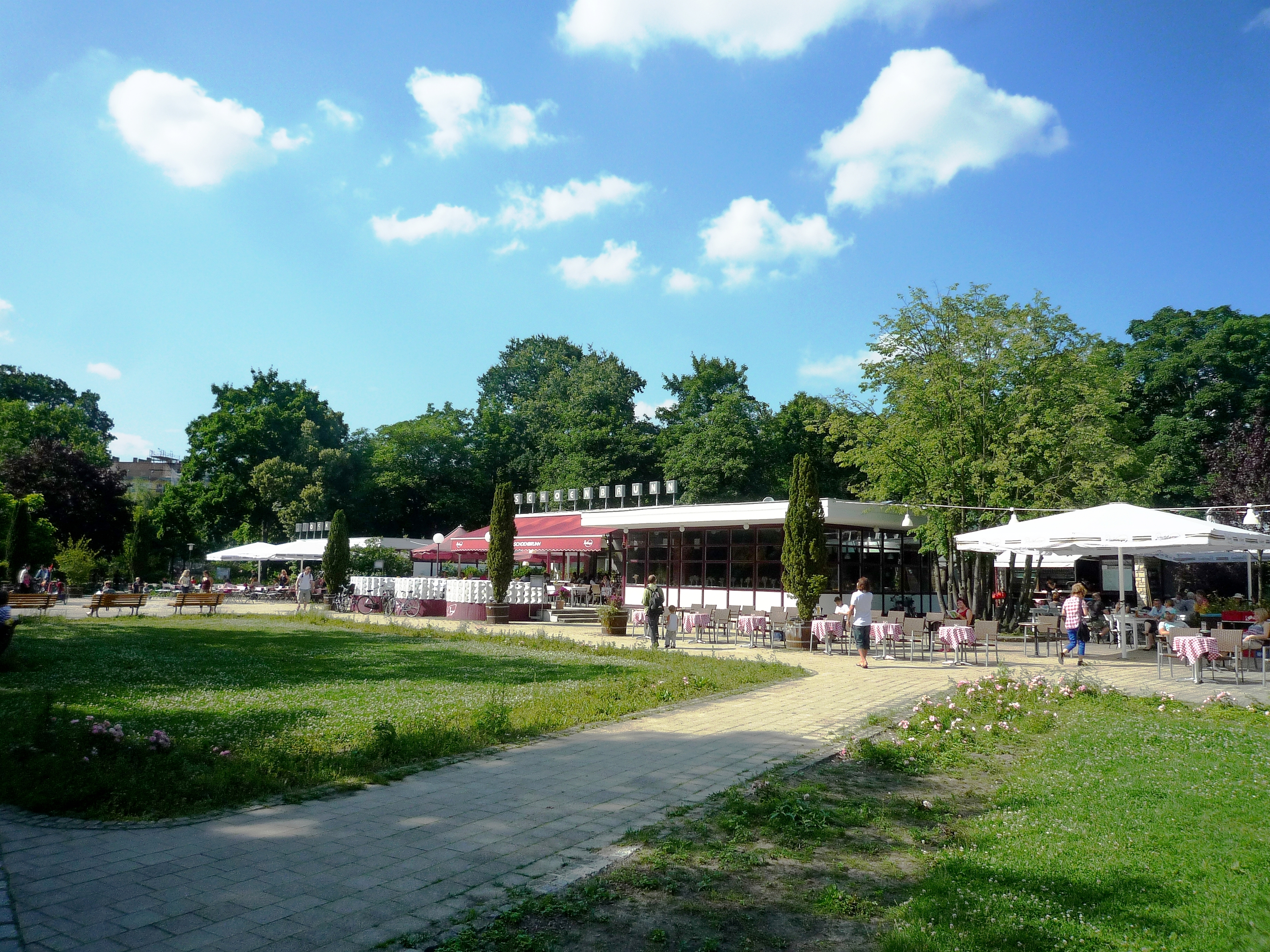
Restaurant Schoenbrunn
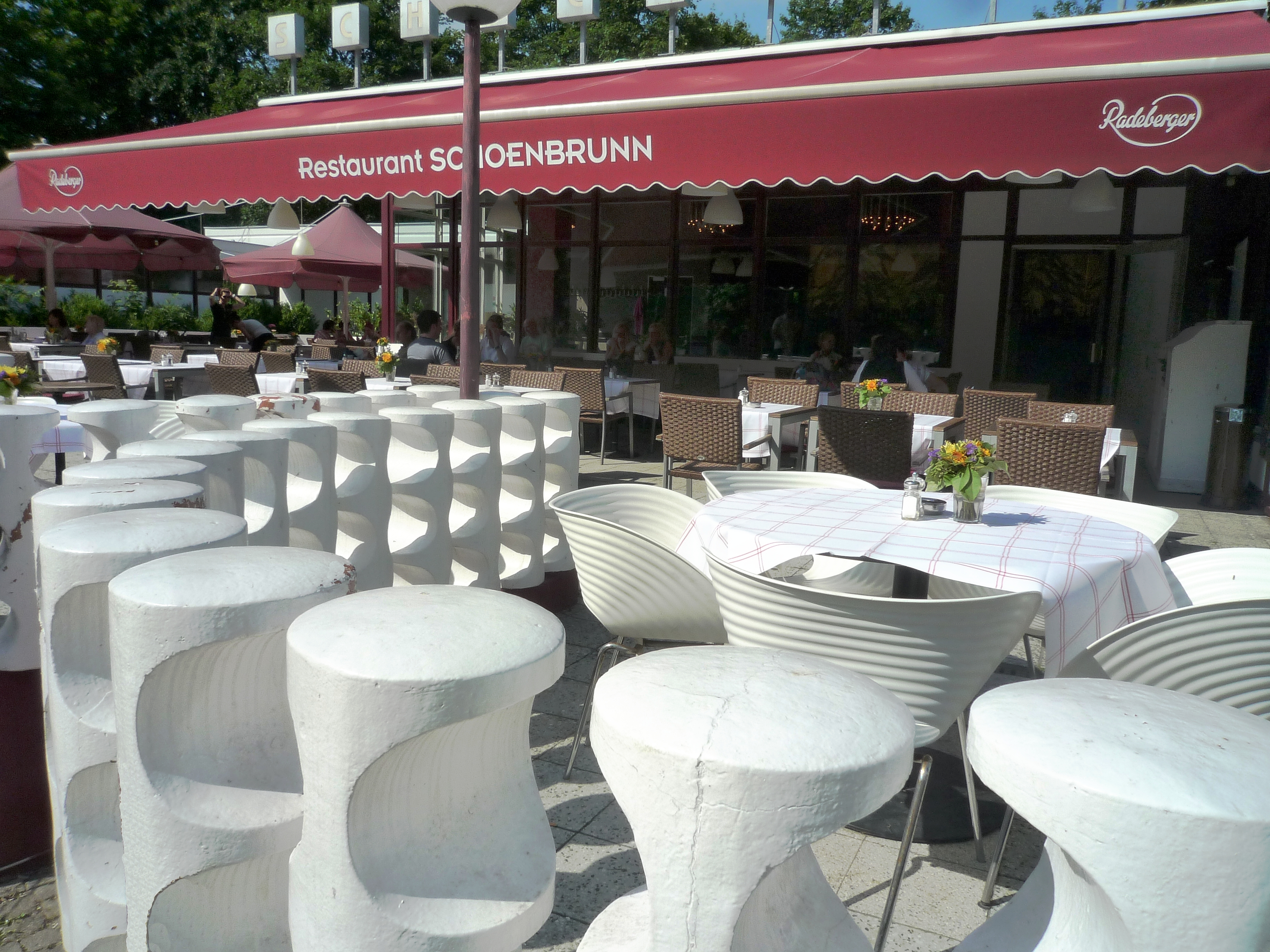
Restaurant Schoenbrunn, Teilansicht